# Alonso (Paysandú)
Pour les articles homonymes, voir Alonso.
Alonso, nommé aussi Poblado Alonso ou Poblado Alonzo, est une localité uruguayenne du département de Paysandú, rattachée à la municipalité de Guichón.

## Localisation
Situé au sud-est du département de Paysandú, à la limite du département de Río Negro, Alonso se niche à l'est de Merinos et au sud-ouest de Morató, entre la route 25 et la voie ferrée qui relie Tres Árboles à Paysandú.

## Population
| 2004 | 2011 |
| ---- | ---- |
| 13   | 1    |

## Source
- (es) Cet article est partiellement ou en totalité issu de l’article de Wikipédia en espagnol intitulé « Alonso (Paysandú) » (voir la liste des auteurs).